# Arões
Arões ist eine Gemeinde (Freguesia) im portugiesischen Kreis Vale de Cambra. In ihr leben 1169 Einwohner (Stand 19. April 2021).